# リアム・ピッチフォード
リアム・ピッチフォード （Liam Pitchford, 1993年7月12日 - ）は、イングランド・チェスターフィールド出身の卓球選手。TリーグはT.T彩たま所属歴あり。

## 経歴
2018年2月のワールドカップでは日本代表の張本智和をストレートで破り、同年の世界選手権ハルムスタッド大会では張本に再びストレートで勝利、続く試合でも水谷隼を3-2の末下し、イングランドチームの決勝トーナメント進出に貢献した。それゆえ、日本では「日本人キラー」の異名を持つ。同年8月のブルガリアオープンでは、2016年リオ五輪金メダリストであり優勝候補と言われていた馬龍に勝利するなど波乱を見せた。
長らくドイツ・ブンデスリーガ1部の オクセンハウゼン（ドイツ語: TTF Liebherr Ochsenhausen）やフランスリーグのエンヌボンなどヨーロッパのリーグでプレイしていたが、2019年3月、T.T彩たまと契約した。また、同年6月にはVICTASとアドバイザリー契約を締結した。
2020年3月のワールドツアー・カタールオープンでは、シングルスの準決勝で中国の許昕を4-2で破り決勝に進出。決勝では樊振東に2-4で敗退したが、男子ダブルスにおいても、ポール・ドリンコールとのペアで決勝に進出した。
2020年東京オリンピック欧州予選では、敗者復活トーナメント決勝戦でキリル・スカチコフに敗れたため本戦への出場権獲得には至らなかった。

## プレースタイル
前陣、中陣、後陣どこからでも振ることができる、正確で威力のあるバックハンドドライブが大きな武器である。リーチが長く、フリックやチキータなど台上での処理も得意とする。

## 主な戦績
2008年
- 世界ジュニア卓球選手権 男子団体3位

2016年
- 第53回世界卓球選手権団体戦 (クアラルンプール大会) 男子団体3位

2018年
- ワールドカップ 男子団体3位

2021年
- WTTスターコンテンダードーハ2021 男子ダブルス 準優勝（ポール・ドリンクホールペア）